# 아브디야 브르샤예비치
아브디야 브르샤예비치(보스니아어: Avdija Vršajević, 1986년 3월 6일 ~ )는 보스니아 헤르체고비나의 축구 선수로 현재 터키 2부 리그의 윔라니예스포르에서 오른쪽 수비수로 뛰고 있다.

## 선수 경력

### 클럽
2003년 토스크 테샨 입단을 통해 프로에 입문한 후 2004년 젤레즈니차르 사라예보로 이적하며 2004-05 리그 준우승에 기여했고 2005년부터 2007년까지 첼리크 제니차에서 활동하며 2006-07 보스니아컵 4강 진출에 일조했다.
이후 2007년 체코 1부 리그 명문팀인 스파르타 프라하로 이적한 직후 SK 클라드노와 타트란 프레쇼우에서 임대 선수로 활동하다가 2009년 슬로바키아 수페르리가의 타트란 프레쇼우로 완전 이적하여 2011년까지 활동했다.
그리고 2011년부터 첼리크 제니차, 하이두크 스플리트, 앙카라스포르, 악히시르 벨레디예스포르를 거치며 하이두크 스플리트의 2012-13년 크로아티아컵 우승, 2013-14 시즌과 2014-15 시즌 리그 3위 입상에 이바지한 뒤 2021년 윔라니예스포르로 이적했다.

### 국가대표팀
2012년 9월 7일 리히텐슈타인과의 2014년 FIFA 월드컵 유럽 지역 예선 G조 1차전(8-1 승)에서 국제 A매치 데뷔전을 치렀고 팀은 리히텐슈타인전 승리를 기반으로 8승 1무 1패의 압도적인 성적을 거두며 보스니아 축구 역사상 첫 월드컵 본선 진출을 이뤄냈다.
이후 본선에서 2연패로 탈락이 확정된 상황에서 맞이한 아시아의 강호 이란과의 F조 조별리그 최종전에서 A매치 데뷔골을 승부에 쐐기를 박는 결승골로 장식하며 보스니아 월드컵 역사상 첫 승에 이바지했고 2017년 3월 25일 지브롤터와의 2018년 FIFA 월드컵 유럽 지역 예선 H조 5차전에서 득점을 기록한 뒤 지브롤터전을 끝으로 A매치 통산 17경기 2골의 기록을 남긴 채 5년간 활동하던 국가대표팀을 떠났다.

## 수상

### 클럽
젤레즈니차르 사라예보
- 보스니아 헤르체고비나 프리미어리그 : 준우승 (2004-05)

첼리크 제니차
- 보스니아컵 : 4강 (2006-07)

 하이두크 스플리트
- 크로아티아컵 : 우승 (2012-13)
- 프르바 HNL : 3위 (2013-14, 2014-15)